# Bloch MB.150
El Bloch MB.150 fue un avión de caza francés desarrollado por la Société des Avions Marcel Bloch como contendiente en la competición del Ministerio del Aire francés de 1934 para un nuevo diseño de caza. Se trataba de un avión monoplano de ala baja y construcción totalmente metálica con tren de aterrizaje retráctil y carlinga cerrada. Fue muy efectivo en los primeros combates aéreos contra los aviones de la Luftwaffe.

## Desarrollo
La compañía Avions Marcel Bloch participó en el concurso de diseño convocado por El Ministerio del Aire francés de julio de 1934 para un nuevo caza monoplano monomotor. Se recibieron propuestas de las empresas Avions Dewoitine, Loire Aviation, Morane-Saulnier y la Société Nieuport. El concurso fue ganado por el prototipo de Morane-Saulnier. Se da el caso de que al inicio de la competición el prototipo Bloch MB.150.01 "se negó" a despegar y durante nueve meses el diseño quedó abandonado. Sin embargo, con las modificaciones que consistieron en un ala reforzada con mayor área, tren de aterrizaje revisado, y la instalación de un motor radial de 701 kW (940 hp) Gnome et Rhône14N 01 con una hélice tripala de velocidad constante, el MB.150 finalmente voló en octubre de 1937 en las instalaciones del Centre d´Essais du Matériel Aérien (CEMA). Su rendimiento demostró ser suficientemente interesante como para justificar un mayor desarrollo. Esto trajo, a comienzos de 1938, un pequeño aumento de la envergadura del ala y la instalación de un motor Gnome et Rhône 14N 7. Cuando se completaron los ensayos a finales de la primavera de 1938, se encomendó a la Société Nationale des Constructions Aéronautiques du Sud-Ouest (SNCASO) un lote de preproducción de 25 ejemplares.
Sin embargo, se constató al iniciar la construcción que el diseño del MB.150 era inadecuado para la producción en serie. Se realizó un nuevo rediseño en el que se redujo la superficie alar y se motorizo con el Gnome-Rhône 14N-11 de 910 hp volando el prototipo MB.151.01 el 18 de agosto de 1938. Paralelamente, se había estado trabajando en otra versión mejorada que difería principalmente en la instalación del motor radial de 14 cilindros en doble hilera Gnome-Rhône 14N-21, de 1020 hp y cuyo prototipo se designó MB.152.01, volando por primera vez en diciembre de 1938. A principios de 1939 se realizaron pedidos por 400 aviones de serie, 340 MB.152 y 60 MB.151. Cuando estalló la Segunda Guerra Mundial, solo unos 120 aparatos habían sido entregados al Armée de l'Air, pero, ninguno de ellos pudo entrar en combate en un principio, puesto que todos carecían de visor de tiro (colimador) y 95 de ellos tampoco disponían de hélices; más tarde, cuando se contó con 385 ejemplares entregados, se solventaron estos problemas y otros debidos al sobrecalentamiento de los motores en la mayoría de los aviones.

## Variantes

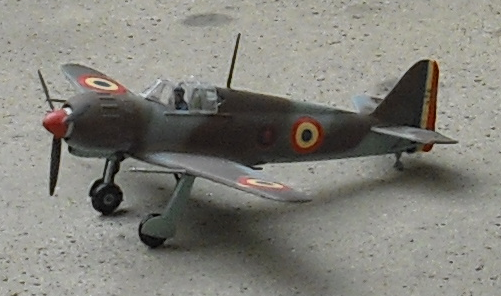
Modelo a escala de un Bloch MB.152.

- MB.150.01: Prototipo equipado con un motor radial Gnome et Rhône 14N-07 de 940 hp (un ejemplar construido).
- MB.151.01: Prototipo equipado con un motor radial Gnome et Rhône 14N-11 de 900 hp (un ejemplar).
- MB.151.C1: Versión inicial de producción, equipado con un motor radial Gnome et Rhône 14N-35 de 910 hp (144 construidos).
- MB.152.01: Prototipo equipado con un motor radial Gnome et Rhône 14N-21 de 1020 hp y más tarde por un 14N-25 (un ejemplar construido).
- MB.152.C1: Versión mejorada producida en paralelo con el MB.151.C1, equipado com un motor radial Gnome et Rhône 14N-25 de 1020 hp (482 construidos).
- MB.153: Prototipo. Un MB.152 de serie equipado con un motor radial Pratt & Whitney R-1830 Twin Wasp de 1.050 CV (un ejemplar construido).
- MB.154: Versión propuesta para ser equipado con un motor radial Pratt & Wright R-1820-32 Cyclone de 800 hp (no construido).
- MB.155.01: Prototipo MB.155.01 convertido a partir de un MB.152. (un ejemplar construido).
- MB.155.C1: Versión mejorada desarrollada a partir del prototipo MB.155.01 equipado con un motor Gnome et Rhône 14N-49 de 1070 hp (35 construidos).
- MB.156: Versión propuesta para ser equipado con un motor radial Gnome et Rhône 14R (no construido).
- MB.157: Prototipo de versión avanzada, convertido a partir de un MB.152, equipado con un motor radial 1,580 hp Gnome et Rhône 14R-4. (un ejemplar).

## Operadores
Alemania
- Luftwaffe

 Francia
- Ejército del Aire Francés

 Francia de Vichy
- Ejército del Aire Francés de Vichy

 Grecia
- Fuerza Aérea Griega

 Polonia
- Fuerza Aérea Polaca en el exilio en Francia

## Especificaciones (MB.152)
Referencia datos: Enciclopedia Ilustrada de la Aviación Vol. 3 pp. 718

### Características generales
- Tripulación: 1
- Longitud: 9,1 m (29,9 ft)
- Envergadura: 10,6 m (34,6 ft)
- Altura: 4 m (13 ft)
- Superficie alar: 17,3 m² (186,4 ft²)
- Peso vacío: 2020 kg (4452,1 lb)
- Peso máximo al despegue: 2680 kg (5906,7 lb)
- Planta motriz: 1× motor radial Gnome et Rhône14N 25.
  - Potencia: 880 kW (1213 HP; 1197 CV)

### Rendimiento
- Velocidad nunca excedida (Vne): 515 km/h (320 MPH; 278 kt) a 4 000 m
- Velocidad crucero (Vc): 450 km/h (280 MPH; 243 kt)
- Alcance: 600 km (324 nmi; 373 mi)
- Techo de vuelo: 10 000 m (32 808 ft)
- Régimen de ascenso: 9,8 m/s (1935 ft/min)
- Carga alar: 155,4 kg/m² (31,8 lb/ft²)
- Potencia/peso: 0.29 kW/kg

### Armamento
- Ametralladoras: 2× MAC 1934 de 7,5 mm con 500 rondas cada una (o 4 ametralladoras sin los cañones)

- Cañones: 2× Hispano-Suiza HS.404 de 20 mm con 60 rondas c/u

### Aeronaves similares
- Morane-Saulnier MS.406
- Curtiss P-36
- Curtiss-Wright CW-21
- MÁVAG Héja
- Macchi MC.200
- Reggiane Re.2000
- Mitsubishi A6M
- Nakajima Ki-43
- IAR 80

### Listas relacionadas
- Anexo:Cazas de la Segunda Guerra Mundial